# Taliouine
Taliouine (arabiska: تالوين) är en stad i Marocko. Den ligger i provinsen Taroudannt och regionen Souss-Massa, 400 km söder om huvudstaden Rabat. Antalet invånare var 6 727 vid folkräkningen 2014.